# Thủy điện Hương Sơn
Thủy điện Hương Sơn là công trình thủy điện xây dựng trên dòng Rào Mắc (Nậm Chốt) ở vùng đất xã Sơn Kim 1 huyện Hương Sơn tỉnh Hà Tĩnh, Việt Nam .
Thủy điện Hương Sơn có công suất lắp máy 33 MW với 2 tổ máy, khởi công tháng 12/2004  hoàn thành tháng 3/2012 .
Hồ chứa nước thủy điện Hương Sơn có dung tích 3,2 triệu m³ .

## Rào Mắc
Rào Mắc là phụ lưu của sông Ngàn Phố, bắt nguồn từ dãy núi ở biên giới Việt - Lào, chảy ở xã Sơn Kim 1 huyện Hương Sơn. Sông chảy uốn lượn theo hướng đông nam, qua cầu Rào Mắc của quốc lộ 8 thì đổ vào sông Ngàn Phố, từ đó đến sông La và sông Lam .
Tài liệu của Vneconomy nêu tên sông là Nậm Chốt , tuy nhiên chưa thấy trong các tham khảo khác.